# Glion, Montreux
Glion är en ort i kommunen Montreux i kantonen Vaud, Schweiz. 